# Блокада Орска
Блока́да О́рска — блокада города Орск частями Оренбургского казачьего войска и 4-го Башкирского пехотного полка в июле — сентябре 1918 года в ходе Гражданской войны в России.

## Начальный этап
При эвакуации из Оренбурга в Орск по железной дороге двумя эшелонами были направлены 200 человек кавалерии, 400 чел. пехоты и 1 батальон Оренбургского рабочего полка (около 500 штыков) при двух орудиях. Им навстречу казаками был пущен пустой паровоз, который врезался в первый эшелон. Выгрузившись из поездов, красные повели наступление, выбили белых со станции, и те в большом беспорядке отступили к станице Ильинской, бросив на своем пути много оседланных лошадей, повозок и пулемет.   

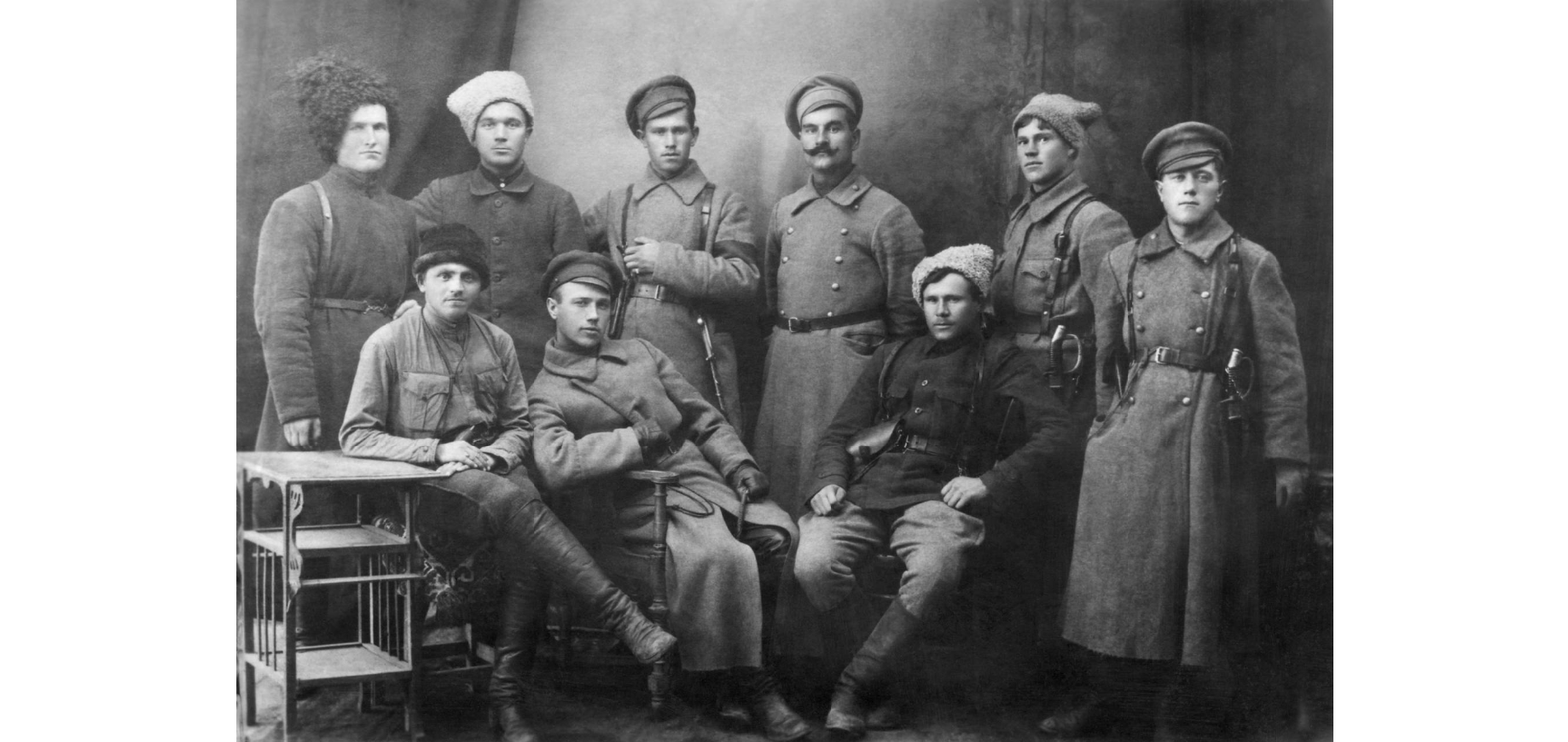
Комсостав 1-го Орского стрелкового полка

3 июля части прибыли в Орск. 4 июля из разрозненных частей созданы Орский пехотный и Орский кавалерийский полки. 9-го и 10-го июля B Актюбинске произошло совещание всех командующих отдельными группам», отступившими от Оренбурга и оказавшимися отрезанными от центра. Вся эта группа красных войск получила название Туркестанской армии. Командующим армией был утвержден Георгий Зиновьев. Обсуждался вопрос о судьбе Орска. Звучали предложения уходить дальше, в Туркестан. Однако, в итоге было принято решение удерживать Орск, усилив его оборону отрядом Левашева из Актюбинска — примерно 2 пехотных полка, артиллерийский дивизион и два бронеавтомобиля. Гарнизон Орска возрос до 3000 человек при 9 орудиях. Вырытые вокруг Орска окопы не позволили белым захватить город налетом. Примерно с середины июня под Орском образовался постоянный фронт и город был обложен белыми (более 3000 кавалерии, около 250 пеших казаков). Семь легких пушек почти каждый день обстреливали город. Имеющихся сил для настоящей блокады города не хватало, почему Орск был окружен лишь цепью постов. Это позволяло красным в Орске поддерживать контакты с Актюбинском.
4 августа 1918 г. произошло сражение, в ходе которого погиб командир 28-го Уральского полка Филипп Ильич Подзоров. На броневиках "Ангел мой" (экипаж: командир Филипп Подзоров, водитель Иван Фирсов, пулеметчики Иван Чурилов и Иван Шалаумов) и безымянном Рено (экипаж: командир И. Карпов, пулемётчики Иванов и Епашников) отправились в разведку в сторону станицы Хабарной. Когда отряд перевалил через Новотрицкие высоты, был атакован казаков. В ходе сражения "Ангел" влетел в топкое место. В итоге броневик был сожжён, вместе с экипажем, а Рено смог отойти обратно в Орск
В августе казаками было предпринято несколько попыток штурма, но безуспешно. Блокировать город также не удалось: 3500 человек, растянутые слабыми кордонами на 65-75 верст без резервов, не могли: обеспечить полную блокаду; красные имели постоянную — связь с Актюбинском. Более того, они и сами проявляли инициативу, а не только оборонялись. Командование обороны Орска организовало внезапное нападение на штаб белоказаков, находившийся примерно в 25 км от города в поселке Хабарном. Сводный отряд под командованием помощника начальника штаба обороны А.И. Митина (4 батальона пехоты, кавалерийский эскадрон и артиллерийская батарея) общей численностью в 1200 человек вышел 5 сентября и направился по дороге в Актюбинск. Через некоторое время, незамеченный казачьими патрулями, отряд изменил направление движения: «На пути следования по крестьянским посёлкам Актюбинского направления в течение пяти суток красногвардейцы совместно с крестьянами за отсутствием продовольствия в этих посёлках питались только пареной пшеницей, а это происходило потому, что у крестьян нe было мельниц около Орска, чтобы размолоть пшеницу».
На рассвете 10 сентября отряд вышел к Хабарному. Спящий поселок был обстрелян артиллерией, там поднялась паника: «предупреждёнными выстрелами наших орудий в панике, кто в чём, кто в нижнем белье, бегали по улицам». Командование во главе с полковником Карнауховым бежало. Мемуарист: «мы взяли станицу, три орудия и несколько казаков в плен, которых сразу же по решению полевого суда расстреляли».
У казаков наступила понятная растерянность: что красные будут делать дальше. Эффект от внезапного появления в казачьем тылу большого отряда, сразу захватившего поселок, где находился тыловой штаб, был мощным. Теперь красные могли без особых сложностей пройти до станции Capa, где были склады, и тем самым значительно отодвинуть казаков от Орска. Вдобавок ко всему, в Саре войск не было. Вот почему туда начинают срочно передислоцироваться 14-й и 10-й казачьи полки. Красные простояли в Хабарном еще день и ночь и утром 11-го выступили обратно к Орску. 14-й полк пытался атаковать красных, но даже задержать их надолго не удалось. Колонна благополучно прорвалась в Орск, увезя с собою всех убитых и раненых. В советской историографии рейд на Хабарное рассматривался как поход прежде за вооружением и боеприпасами и раз все это не только удалось получить, но и доставить в Орск.

## Штурм
В середине сентября обе стороны стали готовиться к решающим действиям, Дутов решил атаковать и взять Орск, для чего сам отправился на Орский фронт. 26 сентября утром Дутов прибыл на станцию Сара – конечный пункт недостроенной железнодорожной ветки Оренбург – Орск. Со станции атаман проследовал в штаб Орского фронта, расположенный в хуторе Бережнов. Из штаба Дутов отправился на передовую, на участок 14-го Оренбургского казачьего полка, осмотрел подступы к городу. На рассвете следующего дня он выехал к Кумакским горам, расположенным с другой стороны от города, посетил станицы Банную, Кумакскую и Новоорскую, призывая казаков встать на время операции в ряды дружин самообороны. Запись шла успешно. К примеру, одна только станица Таналыцкая дала 1000 добровольцев сверх мобилизованных, причем в их рядах были лица старше 55 лет, разумеется, вооружение было самым разнообразным. Основная проблема со взятием Орска заключалась для белых в том, что линия обвода вокруг города составляла 65–75 верст, и полностью блокировать все это пространство Дутов был просто не в состоянии из-за отсутствия необходимого количества войск. Окарауливание же этой территории слабыми постами являлось лишь пассивной и самой неудачной формой осады. Попытки штурмовать город с запада были обречены на провал – подступы к городу на этом направлении представляли собой длинные пологие скаты, которые легко простреливались из города. Дутов избрал для атаки противоположное, восточное направление.
По данным разведки, в городе сосредоточилось около 7500 красных, имевших не менее 30 пулеметов, были возведены окопы и блиндажи. Большевистскому руководству Орска Дутовым был предъявлен ультиматум о сложении оружия, срок действия которого истекал в ночь на 27 сентября. В случае сдачи Дутов обещал всех пленных, включая большевиков, оставить в живых и направить в Тоцкий лагерь, где их судьбу решит центральное правительство. В случае отказа Дутов сообщил, что не сможет гарантировать жизнь ни одному человеку. Перед началом штурма города, командир оренбургских казаков атаман Александр Дутов сконцентрировал в направлении города части оренбургских казаков и башкирского войска численностью в 7 тысячи человек. Против них в Орске держало оборону 5 тысяч бойцов Красной армии. Началом штурма города стало 27 сентября 1918 года.
Однако в ответ на ультиматум красные вместо сдачи повели наступление из Орска на Оренбург. Левая колонна (1-й Оренбургский рабочий полк, эскадрон кавалерии и батарея) наступала вдоль реки Урал, правая (28-й Уральский пехотный полк, эскадрон кавалерии и 2 орудия) – двигалась в направлении станции Сара. Такой прорыв был чреват для Дутова – далее красные могли продвинуться практически беспрепятственно вплоть до Оренбурга, в тылу у Дутова войск почти не было. В срочном порядке из Оренбурга к Орску стягивались подкрепления. Для ликвидации прорыва спешно организовывались станичные дружины самообороны.
29 сентября весь день шел проливной дождь, препятствовавший развитию операции. На следующий день возле станции Сара произошел ожесточенный бой. Красные потеряли до 300 человек убитыми и ранеными, белые – 9 убитыми и 84 ранеными. После боя обе колонны красных соединились у станицы Ильинской и с арьергардными боями ушли на юг – к линии Ташкентской железной дороги, где лишь 15 октября в районе станций Мартук и Каратугай соединились с частями Туркестанской армии Г. В. Зиновьева. Ликвидировать эту группировку белые так и не смогли, однако, по словам Дутова, казаки преследовали отступавших красных в течение пяти часов. Как выяснилось, наступление красных от Орска на Оренбург было составляющей общего, но провалившегося плана наступления красных на Актюбинском фронте.
Для взятия Орска было решено обороняться с запада от города и наступать с востока – от Кумакских гор. Воспользовавшись ослаблением орского гарнизона (осталось около 1500 человек) в связи с уходом двух колонн красных, с утра 27 сентября, после сильной артиллерийской подготовки белые (в основном 15-й Оренбургский казачий полк и башкирский батальон) начали наступление на сад и монастырь. К ночи удалось продвинуться на расстояние до 30 шагов от красных. Утром 28 сентября красноармейцы были вынуждены отступить из-за нехватки боеприпасов, с громадным обозом (около 1000 повозок) из города на Актюбинск, в ходе чего совместные силы казаков Дутова и башкирского войска вошли в Орск. Отход красных стал полной неожиданностью для Дутова и был замечен лишь на рассвете. Тогда же в Орск на автомобиле въехал сам атаман в сопровождении казаков 15-го Оренбургского казачьего полка. Потери белых были незначительны и составили 8 человек убитыми и 84 ранеными.

### Участие башкирского войска
Башкирские части принимали активное участие в операциях на Южном Урале, в частности во взятии Орска. Практически полное отсутствие у казаков пехоты обусловливало особую ценность башкирских частей, которые являлись в основном пехотными.
 Один из современников, Н. Стариков, описал то впечатление, которое произвели на него башкиры во время пребывания в Оренбурге во второй половине октября 1918 г.:
…Много говорят о стойкости и дисциплинированности казацких частей, хотя и здесь больше подразумевают те будущие казацкие полки, куда войдут старики. Мое впечатление от казаков, которых я видел на улицах города, маршировавших взводами и ротами, таково, что они не радуют глаз военного человека – нет, так сказать, вида, выправки, стройности… Совершенно другоевпечатление от башкирских частей. Хорошо одетые, молодцеватые – они всегда обращают на себя внимание, когда проходят частями по городу со своим оркестром, со своими национальными значками на фуражках и погонах. Видел башкирскую кавалерию, которой можно было любоваться… я узнал о трениях между башкирами и Дутовым. Башкиры заявили Дутову о своем определенном желании объединить все башкирские войсковые части в башкирский корпус. Отрицательный ответ Дутова вызвал сильное недовольство в рядах башкир. Я не знаю, чем башкиры угрожали, если Дутов не уважит их ходатайства, но знаю, что они угрожали: я понял, что они дали понять, что не будут так ретиво сражаться, как это было до сих пор. Точно знаю, что башкиры сильно раздражены дутовским освещением боев на Орском фронте – Орск был занят почти исключительно башкирами («казаки чай пили в это время», как говорят башкиры), а между тем честь взятия Орска Дутовым была приписана прежде всего «доблестным» казакам…
Однако казаки, также принимали активное участие во взятии этого города. Как впоследствии писал помощник Дутова Генерального штаба генерал-майор И.Г. Акулинин:
башкиры показали себя хорошими солдатами, сохранившими – несмотря на революцию – старую дисциплину и уважение к старшим и к начальникам; но в политическом отношении это были люди совершенно темные; поэтому их главари могли ими пользоваться в каких угодно целях и увлечь в любую сторону, объяснив предварительно, что того или иного исполнения требует от них долг службы.
Со стороны башкирского войска в осаде приняли участие 1-й башкирский пехотный полк и 4-й башкирский пехотный полк. Утром 300 бойцов башкирского войска на подступах к городу атаковали позиции красноармейцев, заставив тем самым их отступить. Устроив преследование, башкирские войска достигли городской железной дороги. К вечеру, продолжая наступление, башкирские войска заняли восточные территории и установили четыре пулемёта на горе Таш-Тау. Прицельный огонь пулемётов башкирского войска заставил отступить красноармейцев и устроить оборону.
Башкирское командование за успешные боевые действия выразило благодарность бойцам «доблестным сынам Башкурдистана за их вызывающую общее удовлетворение службу на пользу дорогой нашей Родине». За особые заслуги было награждено 4 унтер-офицера, 12 ефрейторов, 69 рядовых. Также от жителей города было получено знамя, как благодарность.

## Итог

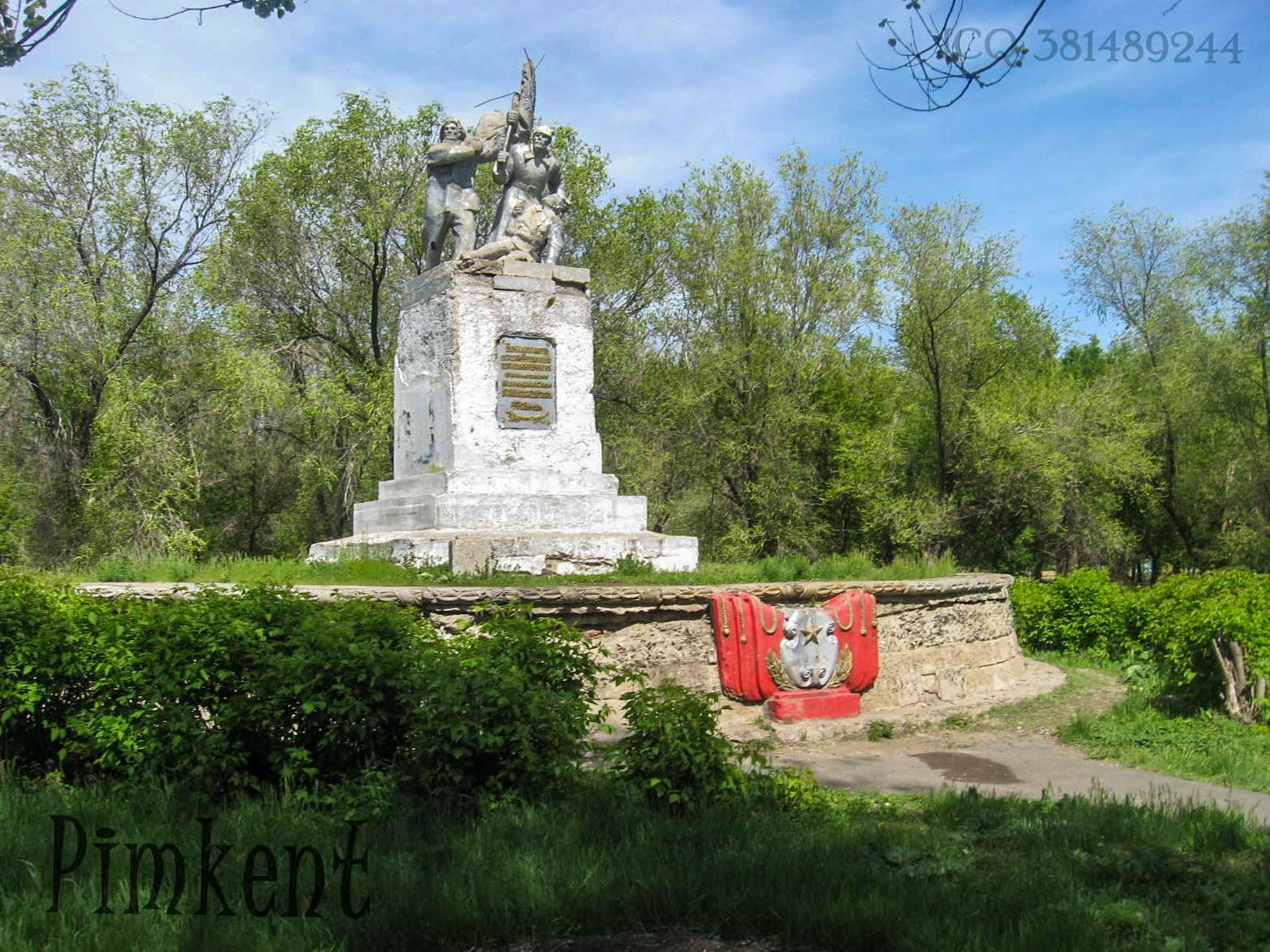
Братская могила красноармейцев, погибших летом 1918 года при обороне Орска от белогвардейцев

По большому счету операция, несмотря на фактическое занятие города, была провальной – ни блокировать Орск, изолировав его от Актюбинской группировки красных (согласно директиве самого же Дутова № 81 от 5 сентября 1918 г.), ни добиться уничтожения живой силы противника Дутов не смог, красные ушли из города почти в полном составе. Тем не менее в Орске белые захватили значительные запасы кожи. Сразу по освобождении города была назначена новая городская администрация. Уполномоченным по Орскому уезду стал М.Е. Смирнов, временным городским головой – В.В. Пальмов (расстрелян красными в 1919 г.), а начальником гарнизона – полковник А.Н. Чертыковцев. В присутствии Дутова в Орске была пущена механическая обувная фабрика, изготовившая на глазах у атамана двенадцать пар сапог. Дутов основал газету «Орский вестник», лично составив первый номер. Решив все вопросы на месте, 30 сентября в 16 часов Дутов на автомобиле выехал из Орска в поселок Сары, расположенный возле станции Сара, верхом проехал в штаб войск, действовавших против поселка Губерлинского, а на следующий день в 9 часов утра приехал в Оренбург на поезде.